# Servizio informazioni forze armate
Il Servizio Informazioni Forze Armate (SIFAR) è stato il servizio segreto militare italiano, attivo dal 1949 al 1966, il primo alle dipendenze dirette del capo di stato maggiore della difesa.

## Storia
L'intelligence italiana, il Servizio informazioni militare, fu sciolto il 31 dicembre 1944, e l'attività di controspionaggio passò prima all'Ufficio Informazioni del Comando Supremo italiano e quindi, finita la seconda guerra mondiale, dal 15 agosto 1946 all'Ufficio I dello Stato maggiore dell'Esercito italiano.
Nell'ottobre 1948 il generale di artiglieria Giovanni Carlo Re è designato a guidare l'Ufficio I dello stato maggiore. La comunità dell'intelligence e sicurezza statunitense ritenne ormai stabilizzata la situazione politica interna italiana e, all'indomani del Trattato di Pace di Parigi del 1947, si ritenne possibile l'ingresso nella NATO, quale diretta conseguenza, e la creazione di un vero e proprio servizio segreto, seppure in diretto coordinamento con i servizi statunitensi.
Il nuovo servizio segreto, fu istituito come reparto interforze  delle forze armate italiane,  all'inizio della guerra fredda, il 30 marzo 1949 con una circolare interna emanata dal ministro della Difesa Randolfo Pacciardi. Il 1º aprile l'Ufficio Informazioni dello S.M.E. passò quindi alle sue dirette dipendenze. 
In realtà il SIFAR sarà pienamente operativo solo dal 1º settembre 1949, sempre sotto la direzione del generale Giovanni Carlo Re, a sua volta alle dipendenze dirette del capo di stato maggiore della difesa, con personale delle tre forze armate, compresi i carabinieri. Nella stessa occasione vennero istituiti i Servizi informazioni operative e situazione (SIOS) presso ciascuna delle tre forze armate italiane.
Il SIFAR dal 1952 venne quindi guidato dal generale Ettore Musco, fino al dicembre 1955, a cui succedette fino al 1962 il generale Giovanni De Lorenzo, noto per aver iniziato l'opera di fascicolatura di numerosi dirigenti dei partiti. Il SIFAR sarà negli anni successivi al centro di numerose trame eversive, organizzando azioni terroristiche e depistaggi delle indagini, svolgendo un ruolo di primo piano nella stagione della strategia della tensione.
Il suo scioglimento avvenne il 18 novembre 1965, quando con Decreto del Presidente della Repubblica n. 1477, nell'ambito del nuovo ordinamento dello stato maggiore della difesa, venne istituito il nuovo Servizio segreto militare italiano, il Servizio informazioni difesa (SID).
Il SIFAR, coperto dagli scandali e dai sospetti accumulati negli anni, rimase tuttavia attivo sino al 30 giugno 1966, al comando del generale dei carabinieri Giovanni Allavena. La definitiva soppressione del SIFAR avvenne ad opera del ministro socialdemocratico Roberto Tremelloni, con l'attivazione del SID.

## Organizzazione
Il nuovo Servizio era diviso in:
- "Ufficio D" (azione difensiva)
- "Ufficio O" (azione offensiva).

### Direttori
- Gen. Giovanni Carlo Re (30 marzo 1949 - marzo 1951)
- Gen. Umberto Broccoli (marzo 1951 - settembre 1952)
- Gen. Ettore Musco (settembre 1952 - dicembre 1955)
- Gen. Giovanni De Lorenzo (dicembre 1955 - ottobre 1962)
- Gen. Egidio Viggiani (ottobre 1962 - giugno 1965)
- Gen. Giovanni Allavena (giugno 1965 - 30 giugno 1966)

## Inchieste
- Dicembre 1966: inchiesta Buccheri/Henke sul generale Allavena per fascicoli Sifar scomparsi.
- 18 gennaio 1967: costituzione della Commissione d'inchiesta Beolchini.
- 28 marzo 1967: relazione Beolchini[4].
- 15 aprile 1967: comunicato del Consiglio dei Ministri.
- 21 aprile 1967: comunicazioni del ministro Tremelloni al Senato sulle risultanze della commissione Beolchini.
- 2-3 maggio 1967: dibattito alla Camera.
- 10-11 maggio 1967: articolo di Lino Iannuzzi sull'Espresso.
- 23 maggio 1967: relazione redatta dal generale di corpo d'armata Carlo Ciglieri.
- 15 giugno 1967: Rapporto Manes[5].
- 9 giugno 1967: Tremelloni manda la relazione Beolchini alla Procura generale previa enucleazione dei segreti politico-militari da parte di Henke[6].
- 4 dicembre 1967: Tremelloni in udienza al Tribunale di Roma rivela l’esistenza del rapporto Manes.
- 23 dicembre 1967: al Tribunale di Roma	il comandante generale dell'Arma, generale Ciglieri appone 72 "omissis" agli allegati al rapporto Manes[7].
- 12 gennaio 1968: Tremelloni incarica il generale di corpo d'armata Luigi Lombardi di una nuova inchiesta amministrativa.
- 28 febbraio 1968: Aldo Moro alla Camera si oppone all’istituzione della Commissione parlamentare di inchiesta.
- 21 giugno 1968: Relazione della Commissione d'inchiesta presieduta dal generale di corpo d'armata Luigi Lombardi (acquisita presso l'archivio della Camera dei deputati, nel testo trasmesso dal Presidente del Consiglio dei ministri al Presidente della medesima il 20 luglio 1968)[8][9].
- 9 gennaio 1969: Presentazione del disegno di legge istitutivo della commissione parlamentare d'inchiesta.
- 31 marzo 1969: Legge n. 93 viene promulgata e la commissione parlamentare istituita.
- 9 maggio 1969: Trasmissione alla Commissione parlamentare: della relazione redatta dal generale di corpo d'armata Carlo Ciglieri; del testo del rapporto redatto dal generale di divisione Giorgio Manes (più sinteticamente noto come "rapporto Manes"), ma "censurate le parti costituenti segreto di Stato o comunque di vietata divulgazione a norma delle leggi vigenti"[10].
- 10 maggio 1969: il ministro della difesa trasmetteva parte degli allegati alla relazione della Commissione Lombardi (contenenti i verbali di interrogatorio dei testi ascoltati dalla medesima, nonché le dichiarazioni rilasciate in risposta a questionari), "dei quali, peraltro, erano omesse — in forza della facoltà prevista dal primo comma dell'articolo 342 del codice di procedura penale — talune parti costituenti segreto di Stato (parti consistenti in stralci operati da n. 11 documenti su 39)"[11].
- 9 giugno 1969: dopo aver proceduto all'interrogatorio del generale di corpo d'armata onorevole Giovanni de Lorenzo, la Commissione, su proposta del deputato Spagnoli, deliberò, per intanto, di sollevare la questione dell'infondatezza dell' "omissis" apposto ad uno degli allegati della relazione Lombardi (allegato 23), relativo alla deposizione resa dallo stesso generale de Lorenzo davanti a quella Commissione[12].
- 14 giugno 1969: il Presidente del Consiglio dei ministri, richiamandosi ai poteri conferitigli dall'articolo 4 della legge istitutiva, dichiarava che la parte omessa si riferiva a proposizione di domanda e relativa risposta avente oggetto diverso da quello della domanda e della risposta prima trascritte, e che la domanda e risposta omesse costituivano segreto di Stato[13].
- 24 settembre 1969: la Commissione parlamentare d'inchiesta stabilì di dar corso al meccanismo procedurale di richiesta al Presidente del Consiglio di conferma del segreto, in ordine a taluni "omissis" contenuti negli allegati al rapporto Manes ed alla relazione Lombardi[14].
- 3 ottobre 1969: il ministro della difesa trasmetteva un plico con numerosi fascicoli allegati, contenenti fotocopie di tutti gli atti relativi all'inchiesta formale disciplinare promossa — in base a talune risultanze della relazione Lombardi — a carico del generale di divisione dell'arma dei carabinieri, Giorgio Manes e condotta dal generale di corpo d'armata Cigliani e successivamente dal generale di corpo d'armata Donati. Sennonché, lo stesso ministro della difesa — con lettera n. 1586/R, in data 8 ottobre 1969, firmata per il ministro assente dal sottosegretario di Stato onorevole Francesco Cossiga — aveva informato il Presidente della Commissione che, ad un successivo riscontro degli atti trasmessi, nell'adempimento dei doveri di tutela del segreto incombenti all'amministrazione della difesa alla stregua delle leggi vigenti, era risultato che, "per errore materiale, erano stati inviati anche documenti costituenti segreto di Stato, senza che vi fossero state apportate le necessarie omissioni in conformità e nei limiti di quanto fino ad allora operato. (...) l'autorità governativa pregava il Presidente della Commissione, in relazione alle vigenti norme sulla tutela del segreto, di voler disporre la riconsegna dei documenti indicati (...) La lettera suddetta era stata personalmente esibita nella stessa giornata dell'8 ottobre 1969 al Presidente Alessi dal sottosegretario di Stato per la difesa onorevole Cossiga, il quale gli comunicava di aver firmato detta lettera per il ministro assente, in virtù della delega vicaria da questi conferitagli. Nella stessa occasione il sottosegretario Cossiga prelevava il fascicolo con i documenti sopra indicati"[15].
- 21 ottobre 1969: il deputato Ugo Spagnoli ed il senatore Carlo Galante Garrone proposero che la Commissione contestasse la fondatezza di un ulteriore numero di "omissis" apposti al rapporto Manes ed alla relazione Lombardi e non considerati — a loro avviso ingiustificatamente, in quanto pur si riferivano a punti nodali dell'indagine della Commissione — nelle precedenti lettere testé trascritte. La Commissione, nella seduta del 23 ottobre 1969, stabilì, in accoglimento di tali richieste, di sollevare la questione di infondatezza anche nei confronti dei suddetti "omissis"; questione che fu poi prospettata dal Presidente Alessi al Presidente del Consiglio dei ministri, rispettivamente con le note 223/R e 224/R in data 24 ottobre 1969, approvate all'unanimità dalla Commissione[16].
- 26 novembre 1969: il Presidente del Consiglio dei ministri faceva conoscere le sue determinazioni in relazione alla contestazione degli "omissis", contenuti sia negli allegati al rapporto Manes sia negli allegati alla relazione Lombardi eliminando talune censure, per cui era venuta meno la ragione giustificativa, o confermandone altre, delle quali veniva comunque data più puntuale motivazione[17].
- 7 gennaio 1970: al solo presidente Alessi è consentito di presenziare all'ascolto diretto ed alla trascrizione delle registrazioni effettuate dalla commissione Lombardi[18].
- 12 febbraio 1970: il ministro della difesa comunica alla I sezione penale del tribunale di Roma che, ad avviso delle competenti autorità di Governo, sono coperti da segreto politico militare oltre i verbali d'interrogatorio, anche gli altri allegati alla relazione Beolchini nonché gli allegati alla relazione Lombardi.
- 11 febbraio 1970: la Commissione parlamentare delibera di procedere al sequestro del nastro registrato in possesso del tribunale di Roma e recante la registrazione di un colloquio tenuto due anni prima dal generale De Lorenzo. Con lettera n. 385/R in data 19 febbraio 1970, il Presidente Giuseppe Alessi ne dava comunicazione al ministro della difesa; il Presidente Alessi poi si rivolgeva l’11 agosto 1970 al neo Presidente del Consiglio Emilio Colombo, rappresentandogli l'urgente necessità per la Commissione di rientrare in possesso del nastro stesso. Il ministro della difesa, con nota n. 2542/R in data 14 dicembre 1970, comunicò di aver dato disposizioni affinché il nastro stesso fosse restituito allo stesso Presidente Alessi in plico chiuso e sigillato[19].